# نیشی-کو، سایتاما
نیشی-کو (به لاتین: Nishi-ku) یک منطقهٔ مسکونی در ژاپن است که در سایتاما واقع شده‌است. نیشی-کو ۲۹٫۱۲ کیلومتر مربع مساحت و ۸۷٬۵۱۳ نفر جمعیت دارد.